# کارن بویاجیان
کارن بویاجیان (ارمنی: Կարեն Բոյաջյան؛ انگلیسی: Garen Boyajian؛ زادهٔ ۵ ژوئیهٔ ۱۹۸۷) یک بازیگر ارمنی-ایتالیایی‌تبار اهل کانادا است.

## زندگی‌نامه
وی در ۵ ژوئیه ۱۹۸۷ در تورنتو به دنیا آمد و از مدرسه بایویو گلن فارغ‌التحصیل گشت. 

## بخشی از فیلمشناسی
از فیلم‌ها یا برنامه‌های تلویزیونی که وی در آن نقش داشته است می‌توان به قانون موکی (۲۰۰۸ کوتاه)، لحظه‌ای در نیویورک (۲۰۰۴)، آرارات (۲۰۰۲) اشاره کرد.